# Колп (Іллінойс)
Колп (англ. Colp) — селище (англ. village) в США, в окрузі Вільямсон штату Іллінойс. Населення — 168 осіб (2020).

## Географія
Колп розташований за координатами 37°48′27″ пн. ш. 89°4′41″ зх. д. / 37.80750° пн. ш. 89.07806° зх. д. (37.807625, -89.078131). За даними Бюро перепису населення США в 2010 році селище мало площу 0,36 км², з яких 0,36 км² — суходіл та 0,00 км² — водойми.

## Демографія
Згідно з переписом 2010 року, у селищі мешкало 225 осіб у 92 домогосподарствах у складі 57 родин. Густота населення становила 622 особи/км². Було 115 помешкань (318/км²).
Расовий склад населення:
| - 75,1 % — білих - 19,1 % — чорних чи афроамериканців - 0,4 % — азіатів |

До двох чи більше рас належало 4,9 %. Частка іспаномовних становила 1,3 % від усіх жителів.
За віковим діапазоном населення розподілялося таким чином: 23,6 % — особи молодші 18 років, 61,7 % — особи у віці 18—64 років, 14,7 % — особи у віці 65 років та старші. Медіана віку мешканця становила 39,5 року. На 100 осіб жіночої статі у селищі припадало 89,1 чоловіків; на 100 жінок у віці від 18 років та старших — 79,2 чоловіків також старших 18 років.
Середній дохід на одне домашнє господарство становив 46 533 долари США (медіана — 32 143), а середній дохід на одну сім'ю — 48 252 долари (медіана — 35 250). За межею бідності перебувало 19,3 % осіб, у тому числі 29,2 % дітей у віці до 18 років та 4,2 % осіб у віці 65 років та старших.
Цивільне працевлаштоване населення становило 91 осіб. Основні галузі зайнятості: роздрібна торгівля — 19,8 %, виробництво — 15,4 %, мистецтво, розваги та відпочинок — 15,4 %.